# Danh sách nhân vật trong Mật mã Lyoko
Đây là danh sách các nhân vật trong bộ phim hoạt hình Pháp Mật mã Lyoko. Danh sách bao gồm nhân vật chính, phản diện, nhân vật phụ và nhiều nhân vật khác.

## Nhân vật chính
Jeremie Belpois là học sinh của trường Kadic, cậu vô tình biết đến siêu máy tính trong một tầng hầm khi đang tìm kiếm bộ phận để lắp ráp robot. Là một thành viên của nhóm, Jeremie chuyên lập trình các cách thức mới để đánh bại XANA và quan sát đồng đội chiến đấu trong Lyoko. Do Jeremie am hiểu nhiều về máy tính nên cậu rất ít khi đi đến Lyoko mà ở lại phòng máy để hỗ trợ. Jeremie thường được mọi người gọi là "Einstein", cậu có tóc vàng, luôn mang kính cận và có tình cảm với Aelita.
Aelita Schaeffer là con gái của Franz Hopper (người tạo ra Lyoko) và Anthea Schaeffer. Aelita từng được gọi bởi nhiều cái tên: Aelita Stone, Aelita Hopper, Maya. Cô thường được Odd gọi là "Công chúa", là người luôn theo sát Jeremie và có tình cảm với cậu. Từ nhỏ, Aelita mất đi người mẹ từ sớm. Lúc đó, có một nhóm người đàn ông vào nhà tấn công và cha con cô phải bỏ chạy rồi bị lạc vào Lyoko. Vì muốn đảm bảo sự an toàn cho con gái của mình và chính mình, ông Franz Hopper để cô ở lại Lyoko và xoá hết ký ức của cô khi còn nhỏ. Trong lần đầu gặp Jeremie, vì không nhớ tên của mình nên Jeremie đã gọi cô là Maya. Nhờ sự giúp đỡ của những người bạn, Aelita có thể sống thế giới thật và được học hành như bao bạn khác. Sau khi trở thành con người, Aelita thường có linh cảm và những cơn ác mộng về những chuyện sắp xảy ra. Aelita sở hữu năng lực gồm quả cầu năng lượng và chiếc vòng đeo tay giúp cô mọc cánh để bay, ngoài ra Aelita còn có khả năng đặc biệt là dùng siêu năng lực để tạo vật cản chống lại quái vật. Nhiệm vụ của Aelita là kích hoạt vùng Lyoko bị XANA xâm chiếm và vô hiệu hóa tháp.
Thông tin trên thế giới ảo:
Trang phục: Người lùn (s1-3)
Thiên thần (s4,5)
Vũ khí, sức mạnh:
+Energy Fields: Quả cầu năng lượng
+ Creativity: Tạo địa hình
+ Second Sight: Khả năng nhìn thấy tháp vô hình (ở tập 40)
+ Pulsation Detection: Khả năng phát hiện tháp bị kích hoạt (Chỉ ở season 1)
+ Petrification: đóng băng (chỉ ở địa hình băng)
+ Tower Control and deactivation: Điều khiển và tắt tháp
Ulrich Stern là học sinh của trường Kadic, cậu ở cùng phòng với Odd và có tình cảm với Yumi nhưng cả hai quyết định chỉ làm bạn. Là một chàng trai khá lạnh lùng và dễ cáu giận trong nhóm, học giỏi môn thể dục nhưng lại mắc chứng sợ độ cao. Ulrich cũng hay ghen khi thấy Yumi và William đi cùng nhau. Trên Lyoko, vũ khí chính của Ulrich là thanh kiếm Nhật Katana. Ngoài ra, cậu có thể phân thân thành ba người và siêu nước rút, phương tiện di chuyển của Ulrich là môtô một bánh Overbike.
Thông tin ảo:
Trang phục: Samurai
Vũ khí/Siêu năng lực:
+Katanas: kiếm (season 4 có thêm 1 cây kiếm và Ulrich gọi là Twin Blades)
+Supersprint: Siêu nước rút
+Triplicate: Nhân ba
+Triangulate: nhân ba theo hình tam giác
Phương tiện di chuyển: Overbike (Xe môtô 1 bánh)
Cách di chuyển hay dùng: Siêu nước rút
Yumi Ishiyama là thành viên cao nhất nhóm, lớn hơn những người trong nhóm 1 tuổi. Là người gốc Nhật Bản nhưng lại cùng gia đình chuyển đến Pháp sinh sống và có một em trai tên Hiroki. Cô là thành viên duy nhất trong nhóm không ở trong ký túc xá của trường. Yumi có tình cảm với Ulrich và chơi thân với William nên có nhiều cuộc tranh cãi xảy ra. Vũ khí chính của Yumi trên Lyoko là hai chiếc quạt thiết phiến truyền thống của Nhật Bản dùng để phi ở khoảng cách xa và tiêu diệt quái vật, phương tiện là xe Scooter bay và trang phục là bộ đồ Kimono. Yumi còn có khả năng nâng vật thể lên từ siêu năng lực của mình.
Thông tin trên thế giới ảo:
Trang phục: Geisha (s1-s3)
Ninja(s4-5)
Vũ khí/sức mạnh:
+Tessen fans: Hai cái quạt thiết phiến
+Bo Staff: gậy trường côn (trong Code lyoko Evolution)
+Telekinesis: Điều khiển, di chuyển vật bằng tâm lực
+Superhuman balance and durability: (cập nhật sau)
Phương tiện di chuyển: Overwing (xe scooter bay)
Odd Della Robbia là thành viên hài hước nhất nhóm, ở cùng phòng với Ulrich và thường nhận điểm thấp ở trường. Odd có nuôi một con chó tên là Kiwi nhưng lại phải giấu trong tủ quần áo vì vật nuôi không được phép mang vào trường. Tóc của Odd màu vàng, mọc dựng đứng và có chỏm tóc nhuộm tím. Odd khá vui nhộn, nhí nhảnh và tăng động nên luôn luôn bị quái vật tiêu diệt đầu tiên. Trên Lyoko, trang phục của Odd là bộ đồ mèo, có móng vuốt và đuôi. Vũ khí của Odd là mũi tên Laser đặt trên bàn tay, cậu thường dùng ván trượt bay làm phương tiện chính và hay gọi Aelita là "Công chúa".
Thông tin ảo:
Trang phục: Mèo
Vũ khí/Siêu năng lực:
+Laser arrows: Mũi tên laser
+Shield: Lá chắn
+Future Flash: Nhìn thấy tương lai (chỉ ở s1)
+Short-range: Dịch chuyển tức thời (Chỉ trong tập 63)
+Catclimb: Leo trèo trên địa hình
Phương tiện di chuyển: Overboard (Ván trượt bay)
Cách di chuyển hay dùng:
+Cat run: chạy như mèo
+Cat climb: Leo trèo như mèo
William Dunbar là học sinh mới chuyển đến trường Kadic ở season 2. Khi mới đến trường, William là một người cô độc và ít tiếp xúc với bạn bè. Thấy vậy, Yumi đến kết bạn với cậu và hai người nhanh chóng nảy sinh tình cảm. Mặc dù William và nhóm của Jeremie thường xảy ra tranh cãi nhưng Jeremie, Ulrich, Odd và Aelita đều ủng hộ cậu tham gia nhưng Yumi lại không đồng ý, sau đó cô cũng chấp nhận. Vào Lyoko lần đầu tiên, William bị XANA khống chế và trở thành tay sai để chống lại các chiến binh Lyoko. Trên Lyoko, William mang một thanh kiếm khổng lồ với bộ trang phục màu đen (khi bị XANA kiểm soát). Nhiệm vụ của William là tìm cách tiêu diệt Aelita để cô không thể mã hóa tháp XANA đã kích hoạt. Phần 4 của phim, William được nhóm Jeremie giải cứu khỏi sự điều khiển của XANA.
*Thông tin trên thế giới ảo:
Trang phục: chiến binh La Mã
Vũ khí: Doppelsöldner (Cây đại đao)
Super Smoke: Siêu ám khí
Phương tiện di chuyển: Manta (Con cá đuối)
Rorkal: tàu ngầm (dưới đại dương số)

## Nhân vật khác
Waldo Franz Schaeffer có tên khác là Franz Hopper, là cha của Aelita. Ông là người tạo ra Lyoko và XANA, từng tham dự án Carthage. Trước đây Franz Hopper là giáo viên dạy môn khoa học tại Học viện Kadic nhưng sau đó ông biến mất một cách đột ngột và sống trong một ngôi nhà cách xa trường Kadic là Hermitage. Trong nhà máy bị bỏ hoang gần đó, Franz đã xây dựng siêu máy tính và tạo ra Lyoko và cuối cùng bị chặn bởi XANA. Sau đó, Franz đã cất giấu siêu máy tính cho đến khi nó được Jeremie Belpois phát hiện gần mười năm sau. Trong tập cuối cùng của phim hoạt hình (tập 94), Franz Hopper hi sinh trên Lyoko cùng XANA.
Jim Morales là giáo viên dạy thể dục của trường Kadic. Trong nhiều dịp, thầy Jim đã phát hiện ra sự tồn tại của Lyoko và XANA nhưng những ký ức này luôn được lặp đi lặp lại bằng cách quay về quá khứ.
Sissi Delmas là con gái của hiệu trưởng trường Kadic, chính vì thế mà cô luôn kiêu ngạo, chê bai người khác. Sissi cũng có tình cảm với Ulrich. Cô và Odd khá thường xuyên trêu chọc nhau.
Hiroki Ishiyama là em trai của Yumi, nhập học trường Kadic ở season 3 của phim. Là em trai, Hiroki thường tò mò những gì xảy ra với chị mình và anh Ulrich. Hiroki học lớp 6 và rất nghịch ngợm.

## Khác

### Lyoko
Lyoko (phát âm: lee-oh-koh) là thế giới ảo chứa trong siêu máy tính. Nó bao gồm năm lãnh thổ khác nhau là rừng, băng, núi, sa mạc và lãnh thổ thứ 5 (trung tâm Lyoko), mỗi lãnh thổ có một phong cảnh và môi trường khác nhau. Bốn lãnh thổ đầu tiên được sắp xếp theo bốn địa điểm và dẫn đến trung tâm Lyoko (Lãnh thổ số 5) bằng một quả cầu khổng lồ. Tất cả lãnh thổ này bị hủy diệt ở season 3 của phim. Trong season 4, năm lãnh thổ này được Jeremie và Aelita phục hồi, dưới sự trợ giúp của Franz Hopper. Siêu máy tính được đặt ở bên trong nhà máy bị bỏ hoang ở gần trường Kadic.
Ngoài ra, bên trong Lyoko có đại dương số và những bản sao lãnh thổ (Replika) của Lyoko.

### XANA
XANA là một hệ thống thông minh có khả năng khống chế máy tính và mạng lưới điện toàn cầu, thậm chí còn điều khiển được con người. XANA được xem là nhân vật phản diện của bộ phim. Ban đầu XANA được lập trình và tạo ra bởi Franz Hopper (cha của Aelita) trong những năm 1990 để chống lại Dự án Carthage - một hệ thống phần mềm quân sự mà Franz Hopper từng tham gia. Ông cũng dùng nó để ngăn chặn chính phủ Pháp nhưng không may, XANA dần lớn mạnh và trở nên thông minh hơn và muốn tiêu diệt ông. Sau đó, XANA và 2 cha con Aelita bị mắt kẹt trong siêu máy tính, may mắn là Franz Hopper bẫy được XANA vào siêu máy tính để ngăn chặn nó tàn phá thế giới thật. Những sự vật và con người được XANA khống chế có khả năng phi thường như: tăng sức mạnh, tăng tốc độ, biết bay, đi xuyên tường v.v...
XANA có tất cả 12 quái vật, XANA dùng chúng để cản trở nhóm Jeremie mã hóa tháp mà nó kích hoạt. Chúng là: Krabe, Blok, Kankrelat, Megatank, Hornet, Creeper, Kolossus, Kongre, Sharks, Manta, Tarantula và Scyphozoa.

### Khác
Tàu Skid (Skidbladnir) là con tàu giúp Aelita, Yumi, Odd, Ulrich, William (khi XANA không kiểm soát) xuống dưới đại dương số hay khám phá các bản sao khác của Lyoko. Tàu Skid gồm 5 khoang ngồi. Các khoang có thể tách khỏi thân tàu để chiến đấu với quái vật dưới đại dương số.
Phòng quét (Máy quét) là phương tiện dùng để biến đổi và quyét Aelita, Odd, Yumi, Ulrich vào Lyoko. Máy quét có 3 phòng, nếu bị ngắt điện thì những ai ở trên Lyoko sẽ không trở về thế giới thật được.